# Liste der Stolpersteine in Hamburg-Marienthal
Die Liste der Stolpersteine in Hamburg-Marienthal enthält alle Stolpersteine, die im Rahmen des gleichnamigen Kunst-Projekts von Gunter Demnig in Hamburg-Marienthal verlegt wurden. Mit ihnen soll Opfern des Nationalsozialismus gedacht werden, die in Hamburg-Marienthal lebten und wirkten.
Diese Seite ist Teil der Liste der Stolpersteine in Hamburg, da diese mit insgesamt 7139 (Stand: März 2025) Steinen zu groß würde und deshalb je Stadtteil, in dem Steine verlegt wurden, eine eigene Seite angelegt wurde.
| Adresse                                     | Person(en)                    | Inschrift | Bilder | Anmerkung |
| ------------------------------------------- | ----------------------------- | --- | ------ | --- |
| Bärenallee 30 ·                             | Helene Seligmann geb. Kallmes | Hier wohnte Helene Seligmann geb. Kallmes Jg. 1861 Flucht Holland interniert 1943 Lager Westerbork tot 23.6.1943                      |        | Eintrag auf stolpersteine-hamburg.de                                                                                 |
| Bärenallee 30 ·                             | Jacob Seligmann               | Hier wohnte Jacob Seligmann Jg. 1884 Exil Holland deportiert 1943 ermordet 21.5.1943 in Sobibor                                       |        | Eintrag auf stolpersteine-hamburg.de Ein weiterer Stolperstein befindet sich in Hamburg-Wandsbek.                    |
| Claudiusstieg 6 ·                           | Hermine Leib geb. Kahn        | Hier wohnte Hermine Leib geb. Kahn Jg. 1887 deportiert 1941 Łodz ???                                                                  |        | Eintrag auf stolpersteine-hamburg.de                                                                                 |
| Claudiusstieg 6 ·                           | Hedwig Pohl                   | Hier wohnte Hedwig Pohl Jg. 1896 deportiert 1942 ermordet in Auschwitz                                                                |        | Eintrag auf stolpersteine-hamburg.de                                                                                 |
| Claudiusstieg 6 ·                           | Julius Pohl                   | Hier wohnte Dr. Julius Pohl Jg. 1861 gedemütigt/entrechtet tot 29.9.1942                                                              |        | Eintrag auf stolpersteine-hamburg.de                                                                                 |
| Claudiusstraße 20 ·                         | Emil Hartogh                  | Hier wohnte Dr. Emil Hartogh Jg. 1875 gedemütigt/entrechtet Flucht in den Tod 21.11.1938                                              |        | Eintrag auf stolpersteine-hamburg.de                                                                                 |
| Gehölzweg 8 ·                               | Willy Fürst                   | Hier wohnte Willy Fürst Jg. 1874 deportiert 1943 Theresienstadt tot 19.10.1943                                                        |        | Eintrag auf stolpersteine-hamburg.de                                                                                 |
| Hammer Straße Ecke Wandsbeker Marktstraße · | Lola Hartkäse geb. Moses      | Hier wohnte Lola Hartkäse geb. Moses Jg. 1896 deportiert 1943 Theresienstadt 1944 Auschwitz ermordet                                  |        | Eintrag auf stolpersteine-hamburg.de                                                                                 |
| Hammer Straße 3 ·                           | Harry Reese                   | Hier wohnte Harry Reese Jg. 1911 verhaftet 21.11.1944 Militärgefängnis Altona ‚Fahnenflucht‘ erschossen 4.4.1945 Rahlstedt-Höltigbaum |        | Eintrag auf stolpersteine-hamburg.de                                                                                 |
| Hammer Straße 8 ·                           | Carla Cahn geb. Kuh           | Hier wohnte Carla Cahn geb. Kuh Jg. 1895 deportiert 1942 Auschwitz ermordet                                                           |        | Eintrag auf stolpersteine-hamburg.de Stolperstein liegt rechts der linken Auffahrt                                   |
| Hammer Straße 8 ·                           | Siegmund Cahn                 | Hier wohnte Siegmund Cahn Jg. 1888 deportiert 1942 Auschwitz ermordet                                                                 |        | Eintrag auf stolpersteine-hamburg.de Stolperstein liegt rechts der linken Auffahrt                                   |
| Hammer Straße 32 ·                          | Elsa Drögmöller               | Hier wohnte Elsa Drögmöller Jg. 1899 eingewiesen 1914 Alsterdorfer Anstalten ‚verlegt‘ 16.8.1943 Am Steinhof Wien ermordet 6.5.1944   |        | Eintrag auf stolpersteine-hamburg.de                                                                                 |
| Hammer Straße 34 ·                          | Frieda Lewy geb. Horwitz      | Hier wohnte Frieda Lewy geb. Horwitz Jg. 1873 deportiert 1942 Theresienstadt ermordet 21.2.1943                                       |        | Eintrag auf stolpersteine-hamburg.de Stolperstein liegt im Gehweg links von der Hofeinfahrt links neben dem Gebäude  |
| Hammer Straße 34 ·                          | Hans Viktor Meyer             | Hier wohnte Hans Viktor Meyer Jg. 1877 verhaftet 1941 KZ Fuhlsbüttel deportiert 1942 Auschwitz ermordet                               |        | Eintrag auf stolpersteine-hamburg.de Stolperstein liegt im Gehweg links von der Hofeinfahrt links neben dem Gebäude  |
| Jüthornstraße 49 ·                          | Bertha Heimberg geb. Elias    | Hier wohnte Bertha Heimberg geb. Elias Jg. 1908 deportiert 1941 Łodz 1942 Chelmno ermordet                                            |        | Eintrag auf stolpersteine-hamburg.de Stolperstein liegt rechts neben der Auffahrt zur Tankstelle                     |
| Jüthornstraße 49 ·                          | Edgar Heimberg                | Hier wohnte Edgar Heimberg Jg. 1888 verhaftet 1938 KZ Fuhlsbüttel deportiert 1941 Łodz 1942 Chelmno ermordet                          |        | Eintrag auf stolpersteine-hamburg.de Stolperstein liegt rechts neben der Auffahrt zur Tankstelle                     |
| Looft 6 ·                                   | Ingo Krieghoff                | Hier wohnte Ingo Krieghoff Jg. 1915 verhaftet verurteilt 1936+38+42 KZ Buchenwald ermordet 2.3.1945                                   |        | Eintrag auf stolpersteine-hamburg.de                                                                                 |
| Rantzaustraße 94 ·                          | Ida Krohn geb. Scheuer        | Hier wohnte Ida Krohn geb. Scheuer Jg. 1858 entrechtet/gedemütigt tot 16.6.1942                                                       |        | Eintrag auf stolpersteine-hamburg.de                                                                                 |
| Rantzaustraße 94 ·                          | Margarethe Krohn 'Cohn'       | Hier wohnte Margarethe Krohn ‚Cohn‘ Jg. 1895 deportiert 1941 Riga ???                                                                 |        | Eintrag auf stolpersteine-hamburg.de                                                                                 |
| Schatzmeisterstraße 43 ·                    | Ingeborg Friedländer          | Hier wohnte Ingeborg Friedländer Jg. 1924 deportiert ermordet in Auschwitz                                                            |        | Eintrag auf stolpersteine-hamburg.de Stolperstein befindet sich im Kleinpflaster der Auffahrt                        |
| Schloßgarten 32 ·                           | Ernst Reichenberg             | Hier wohnte Ernst Reichenberg Jg. 1905 verhaftet 1938/41 Fuhlsbüttel Flucht in den Tod 1.6.1941                                       |        | Eintrag auf stolpersteine-hamburg.de                                                                                 |
| Schloßstraße 60 ·                           | Gustav Delle                  | Gustav Delle Jg. 1880 Bürgermeister Gestapohaft KZ Neuengamme tot 1945 Folgen der Haft                                                |        | Eintrag auf stolpersteine-hamburg.de Stolperstein liegt auf dem Gehsteig vor der Treppe zum Eingang des Bezirksamtes |
| Schloßstraße 108a ·                         | Ida Fränkel geb. Ehrlich      | Hier wohnte Ida Fränkel geb. Ehrlich Jg. 1878 deportiert 1941 Riga ermordet                                                           |        | Eintrag auf stolpersteine-hamburg.de                                                                                 |
| Schloßstraße 108a ·                         | Max Fränkel                   | Hier wohnte Max Fränkel Jg. 1910 verhaftet 1938 KZ Sachsenhausen deportiert 1941 Riga ermordet                                        |        | Eintrag auf stolpersteine-hamburg.de                                                                                 |
| Wandsbeker Marktstraße 18 ·                 | Günther Beith                 | Hier wohnte Günther Beith Jg. 1933 deportiert 1941 Łodz Chelmno ???                                                                   |        | Eintrag auf stolpersteine-hamburg.de                                                                                 |
| Wandsbeker Marktstraße 18 ·                 | Harald Beith                  | Hier wohnte Harald Beith Jg. 1927 deportiert 1941 Łodz 1942 Chelmno ???                                                               |        | Eintrag auf stolpersteine-hamburg.de                                                                                 |
| Wandsbeker Marktstraße 18 ·                 | Josef Beith                   | Hier wohnte Josef Beith Jg. 1887 deportiert 1941 Łodz 1942 Chelmno ???                                                                |        | Eintrag auf stolpersteine-hamburg.de                                                                                 |
| Wandsbeker Marktstraße 18 ·                 | Martha Beith geb. Fränkel     | Hier wohnte Martha Beith geb. Fränkel Jg. 1905 deportiert 1941 Łodz 1942 Chelmno ???                                                  |        | Eintrag auf stolpersteine-hamburg.de                                                                                 |
| Wandsbeker Marktstraße 18 ·                 | Uri Beith                     | Hier wohnte Uri Beith Jg. 1938 deportiert 1941 Łodz ???                                                                               |        | Eintrag auf stolpersteine-hamburg.de                                                                                 |